# Det är kärlek
"Det är kärlek" är en sång skriven av Susanne Wigforss och Jonas Warnerbring, som Siw Malmkvist sjöng i svenska Melodifestivalen 1988. Låten missade slutomröstningen.
För Siw Malmkvist, då 51 år gammal, innebar låten comeback till svenska Melodifestivalen, och många, även hon själv, blev förvånade när låten inte gick vidare. Melodin ansågs inte ligga rätt till henne tonmässigt, vilket gjorde att hon ansågs låta som en "hes smurf" .
Låten tolkades även av det svenska dansbandet Drifters på albumet Stanna hos mig 2010 .